# Фондан, Бенжамен
Бенжамен Фондан (фр. Benjamin Fondane, 14 ноября 1898, Яссы — 3 октября 1944, Освенцим); настоящее имя Беньямин Векслер, нем. Benjamin Wechsler или нем. Wexler — румынский и французский писатель, драматург, поэт, переводчик, сценарист, философ, эссеист, историк литературы, критик.

## Биография
Родился в еврейской семье в Яссах, был средним ребёнком, у него была старшая и младшая сёстры. Его отец был торговцем, родители которого были родом из деревни, расположенной на севере румынской Молдовы. Его мать принадлежала к выдающейся семье еврейских интеллектуалов. Его дед — Вениамин Шварцфельд, уроженец Галиции, педагог, основавший первую еврейскую школу в Яссах.
В Румынии принадлежал к группе авангардистов, печатался под псевдонимом Барбу Фундояну с 15 лет. После окончания школы, переехал в Бухарест. Жил во Франции с 1923 года, получил гражданство в 1938 году, писал на французском языке с 1925 года.
Близок Льву Шестову (они познакомились в 1924 году в гостях у Готье), Ж. Маритену, Э. Чорану, А. Адамову, Т. Тцара, К. Брынкуши. В 1928 году участвует в деятельности авангардной литературной группы «Разрыв» (Адамов и другие). Подвергал резкой критике Гегеля, Хайдеггера, Гуссерля, Валери, Валя, Бретона.
28 июля 1931 года Бенжамен женился на Женевьеве Тиссье, Лев Шестов был свидетелем на их свадьбе.
В 1929 году по приглашению Виктории Окампо побывал в Буэнос-Айресе, читал лекции о французском киноавангарде, позже сотрудничал с влиятельным буэнос-айресским журналом «Sur» (опубликовал там эссе о Хайдеггере). В 1936 году написал сценарий и снял фильм Tararira в Аргентине. По пути обратно, на корабле, будучи евреем-атеистом, он подружился с католиком-неотомистом Жаком Маритеном. После смерти Шестова Фондан стал известен как его ученик и последователь.
Во время падения Франции попал в плен, из которого бежал, после чего был госпитализирован в Валь-де-Грас с острым аппендицитом, затем издавался в подпольной антологии «Честь поэтов» под псевдонимом Исаак Лакедем (французское имя Агасфера). 7 марта 1944 года вместе с сестрой арестован парафашистской французской полицией. Его друзьям удалось добиться освобождения для него, но не для его сестры, из-за чего он решил не оставлять её, а вместе с ней отправиться 30 мая на поезде с вокзала Бобиньи в Освенцим, откуда им уже не суждено было выйти.

## Творчество
- Книги стихотворений
  - «Три сценария. Киностихи» (1928, иллюстрирована фотографиями Мана Рэя)
  - «Улисс» (1933)
  - «Титаник» (1937)
- Эссе
  - «Безобразник Рембо» (1933)
  - «Несчастное сознание» (1938)
  - «Бодлер и опыт бездны» (не завершено, опубликовано посмертно 1947)
- С 1933 по 1936 вел записи своих бесед с Л. Шестовым, на основе которых написаны «Встречи с Шестовым» (в 1939 году рукопись передал В. Окампо)
- Написал несколько драм, киносценариев (в том числе — к фильму Димитрия Кирсанова «Похищение», 1933—1934).

## Наследие
В последние десятилетия интерес к фигуре и наследию Фондана растет: после 1979 года во Франции переизданы основные сочинения, в 1993 году общество по изучению его творчества создано в Израиле, а в 1997 году — и во Франции, где вышло несколько номеров посвященного ему альманаха «Фондановские тетради».
Воспоминания о последних парижских годах Фондана принадлежат Чорану.

## Сводные публикации последних лет
- Écrits pour le cinéma. Verdier Poche, 2007.
- Entre Jérusalem et Athènes. Benjamin Fondane à la recherche du judaïsme/ Textes réunis par Monique Jutrin. Paris; Lethielleux: Parole et Silence, 2009.
- Théâtre complet/ Textes établis et présentés par Éric Freedman. Paris: Editions Non Lieu, 2012.

## На русском языке
- Фундояну, Б. Избранное / В сб.: Стихи поэтов Румынии 20-30-х годов. — М.: Художественная литература,1975. — 350 с.
- Фондан, Б. Разговоры с Шестовым / Часть речи. Альманах. № 2/3 (1981/82). — Нью-Йорк: Серебряный век.